# 상갈릴리산맥소경두더지쥐
상갈릴리산맥소경두더지쥐(Spalax galili)는 소경쥐과에 속하는 설치류의 일종이다. 이스라엘 북부 상갈릴리 지역의 토착종이다. 2001년 네보(Nevo) 등이 케렘 벤 짐라 정착촌 인근 지역에서 표본을 발견했다.